# آدام نمچ
آدام نمچ (انگلیسی: Adam Nemec؛ زادهٔ ۲ سپتامبر ۱۹۸۵) بازیکن فوتبال اهل اسلواکی است.
از باشگاه‌هایی که در آن بازی کرده‌است می‌توان به باشگاه فوتبال ویلم دوم، باشگاه فوتبال کایزرسلاوترن، باشگاه فوتبال نیویورک سیتی، باشگاه فوتبال دینامو بخارست، باشگاه فوتبال یونیون برلین، باشگاه فوتبال ژیلینا، باشگاه فوتبال ارتسگبیرگ آئو، باشگاه فوتبال اینگولشتات ۰۴، و باشگاه فوتبال خنک اشاره کرد.
وی همچنین در تیم ملی فوتبال اسلواکی بازی کرده‌است.